# Генрих VI фон Вальдек
Генрих VI Железный (Heinrich VI. der «Eiserne») (ок. 1345 — 16 февраля 1397) — граф Вальдека с 1369. Прозвище Железный — за участие в многочисленных феодальных войнах.
Сын Оттона II Вальдекского и Матильды (Мехтильды) Брауншвейг-Люнебургской.
Третий граф Вальдека с этим именем, но нумеруется шестым с учётом никогда самостоятельно не правивших:
- Генрих II (ум. 1279/88), сын Генриха I, домхерр и домпробст в Падерборне, в 1254-1256 гг. управлял диоцезом в период, когда епископ Симон находился в плену у кёльнского архиепископа. (Joh. Adolph Theodor Ludwig Varnhagen: Grundlage der Waldeckischen Landes- und Regentengeschichte. Vandenhoeck & Ruprecht, Göttingen 1825, S. 313ff.).
- Генрих III (1225/30-1267), сын Адольфа I, был соправителем отца, но умер раньше него.
- Генрих V (ум. после 1349), сын Генриха IV, пробст в Миндене.

В 1353 г. обручился с Елизветой Юлихской, дочерью графа Юлиха Герхарда VI. Свадьба должна была состояться при достижении невестой возраста 12 лет, и это произошло не позднее 1363 года.
После женитьбы стал соправителем отца, а в 1369 г. наследовал ему.
В 1363-66 гг. перестроил и расширил замок Ландау, который на некоторое время сделал своей резиденцией.
Желая наказать жителей Корбаха за непослушание, 10 марта 1366 года во главе вооружённого отряда в 300 человек вторгся в город и захватил в заложники 24 знатных людей. Через несколько недель освободил их после уплаты выкупа. Позже даровал горожанам различные привилегии, и за денежное вознаграждение передал Корбаху право чеканить монету.
В 1377 г. заложил город и замок Роден (Rhoden) рыцарю Иоганну Равену. Выкупить их графы фон Вальдек смогли только в 1452 году у нового залогодержателя — архиепископа Майнца.
Умер от чумы 16 февраля 1397 года.
Дети:
- Адольф III (ум. 1431), граф Вальдека с резиденцией в Ландау
- Генрих VII (ум. 1442), граф Вальдека с резиденцией в Вальдеке
- Маргарита (ум. 1395), жена графа Липпе Бернхарда VI
- Елизавета (ум. 1423), жена графа Эрнста VII фон Гляйхена
- Ирмгарда (ум. после 1408), жена графа Германа IV фон Эверштайна
- Мехтильда, аббатиса в Херзе (1400—1410).